# Ménder García
Ménder García Torres (San Andrés de Tumaco, 28 ottobre 1998) è un calciatore colombiano, attaccante dell'Independiente Medellín.

## Carriera
Cresciuto nel settore giovanile dell'Once Caldas, debutta in prima squadra il 7 novembre 2017, disputando l'incontro di Categoría Primera A perso per 2-1 contro il Deportivo Pasto.
Il 5 agosto 2022 viene acquistato dal Minnesota Utd, società militante nella MLS.

## Statistiche

### Presenze e reti nei club
Statistiche aggiornate al 10 agosto 2022.
| Stagione           | Squadra            | Campionato         | Campionato | Campionato | Coppe nazionali | Coppe nazionali | Coppe nazionali | Coppe continentali | Coppe continentali | Coppe continentali | Altre coppe | Altre coppe | Altre coppe | Totale | Totale |
| Stagione           | Squadra            | Comp               | Pres       | Reti       | Comp            | Pres            | Reti            | Comp               | Pres               | Reti               | Comp        | Pres        | Reti        | Pres   | Reti   |
| ------------------ | ------------------ | ------------------ | ---------- | ---------- | --------------- | --------------- | --------------- | ------------------ | ------------------ | ------------------ | ----------- | ----------- | ----------- | ------ | ------ |
| 2017               | Once Caldas        | A                  | 2          | 0          | CC              | 0               | 0               |                    | -                  | -                  |             | -           | -           | 2      | 0      |
| 2018               | Once Caldas        | A                  | 7          | 0          | CC              | 0               | 0               |                    | -                  | -                  |             | -           | -           | 7      | 0      |
| 2019               | Once Caldas        | A                  | 28         | 8          | CC              | 3               | 1               | CS                 | 0                  | 0                  |             | -           | -           | 31     | 9      |
| 2020               | Once Caldas        | A                  | 13         | 2          | CC              | 0               | 0               |                    | -                  | -                  |             | -           | -           | 13     | 2      |
| 2021               | Once Caldas        | A                  | 35         | 6          | CC              | 2               | 0               |                    | -                  | -                  |             | -           | -           | 37     | 6      |
| gen.-ago. 2022     | Once Caldas        | A                  | 18         | 5          | CC              | 4               | 0               |                    | -                  | -                  |             | -           | -           | 22     | 5      |
| Totale Once Caldas | Totale Once Caldas | Totale Once Caldas | 103        | 21         |                 | 9               | 1               |                    | 0                  | 0                  |             | -           | -           | 112    | 22     |
| ago.-dic. 2022     | Minnesota Utd      | MLS                | 0          | 0          | USOC            | -               | -               |                    | -                  | -                  |             | -           | -           | 0      | 0      |
| Totale carriera    | Totale carriera    | Totale carriera    | 103        | 21         |                 | 9               | 1               |                    | 0                  | 0                  |             | -           | -           | 112    | 22     |